# Slapp Happy
Slapp Happy war eine deutsch-englische Musikgruppe der 1970er, die Popmusik mit experimentellen Elementen anreicherte. Ihr Musikstil wurde als Naiv-Rock bzw. Avantgarde-Pop bezeichnet.

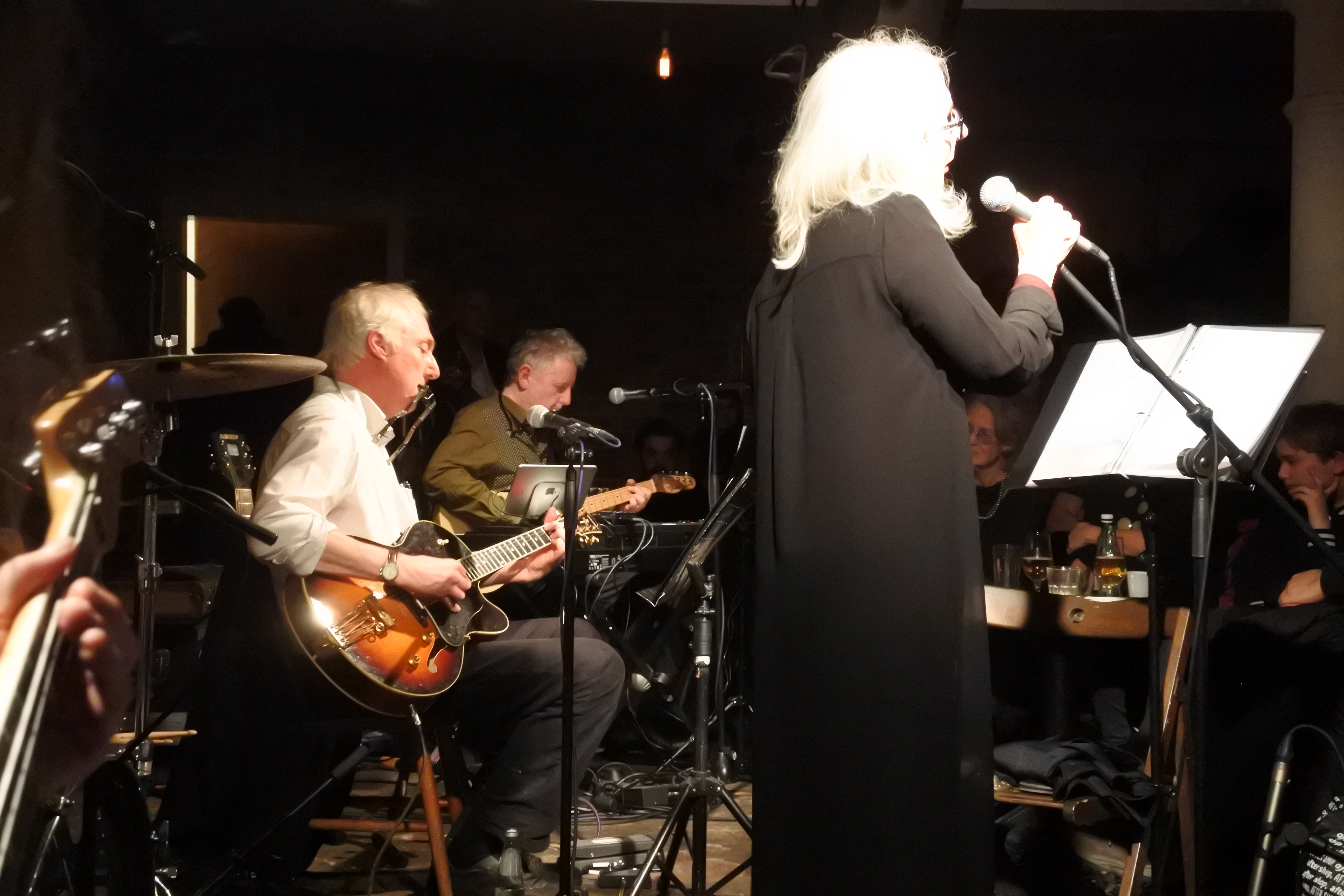
Slapp Happy (2017)

## Karriere
Slapp Happy wurde 1972 von Anthony Moore in Hamburg gegründet. Der Engländer hatte zuvor bei Polydor bereits zwei Soloalben mit experimenteller Musik veröffentlicht. Nachdem sein drittes Album als nicht kommerziell genug abgelehnt worden war, schlug Moore ein mehr Pop-orientiertes Projekt vor. Zusammen mit seiner deutschen Freundin Dagmar Krause und dem US-Amerikaner Peter Blegvad hob er Slapp Happy aus der Taufe.
Mit der deutschen Rockband Faust als Begleitmusiker brachten sie 1972 das Album Sort Of heraus. Da Slapp Happy sich weigerten, live aufzutreten, verkaufte sich das Album nicht sehr gut. 1973 nahmen sie, wiederum zusammen mit Faust, das Album Casablanca Moon auf, das jedoch von Polydor nicht veröffentlicht wurde.
Slapp Happy verließen Polydor und gingen nach England, wo sie einen Vertrag mit Virgin Records bekamen. Mit Studiomusikern wurde Casablanca Moon neu eingespielt und 1974 als Slapp Happy veröffentlicht. Die ursprünglichen Aufnahmen mit Faust wurden erst 1980 von „Recommended Records“ als Acnalbasac Noom auf den Markt gebracht.
Im Juni 1974 platzte kurzfristig ein zusammen mit Robert Wyatt und der Artrockband Henry Cow geplantes Freikonzert im Londoner Hyde Park. Am 25. Juni musizierten Slapp Happy mit Geoff Leigh, Fred Frith, Lindsay Cooper und Robert Wyatt in der BBC-Radioshow „Top Gear“ – diese Aufnahmen wurden von Wyatt 1994 auf seinem Album Flotsam Jetsam unter dem Gruppennamen „Slapp Happy & Friends“ veröffentlicht.
Im November 1974 spielten Slapp Happy und Henry Cow gemeinsam das Album Desperate Straights ein. Der überraschende Erfolg dieses Projekts führte Anfang 1975 zur erneuten Zusammenarbeit für das Album In Praise of Learning. Wenig später verließen Moore und Blegvad das Kooperationsprojekt und konzentrierten sich fortan auf ihre jeweiligen Solokarrieren. Dies bedeutete das Ende von Slapp Happy. Dagmar Krause blieb als Sängerin bei Henry Cow.
1982 gab es eine kurze Wiedervereinigung von Slapp Happy, aus der die Single Everybody’s Slimmin’ (Even Men and Women) hervorging. Am 10. September des gleichen Jahres traten sie beim „Dial M For Music“-Festival im Londoner Institute of Contemporary Arts erstmals seit ihrem Bestehen live auf.
1991 nahmen sie für die BBC die Oper Camera auf, basierend auf einer Idee von Dagmar Krause, Texte von Peter Blegvad, Musik von Anthony Moore. Der Soundtrack der Fernsehproduktion erschien im Jahr 2000 auf CD.
1997 erschien ein neues Album von Slapp Happy, Ça Va, auf dem Moore, Blegvad und Krause alle Instrumente selbst einspielten. Ihre Popularität in Japan führte 2000 zu einer Tournee, die auf der CD Live in Japan dokumentiert ist. 2016 kam es in Köln beim „Weekend Festival“ zu einem ersten Bühnenauftritt von Slapp Happy mit zwei Musikern von Faust, Werner „Zappi“ Diermaier und Jean-Hervé Péron.
2017 spielten Slapp Happy erneut als Quintett mit Péron und Zappi auf dem 10. Rock in Opposition Festival in Carmaux.

## Mitglieder
- Anthony Moore – Gitarre, Keyboards, Perkussion, Programming, Bandmanipulation, Theremin, Melodika, Mundharmonika, Gesang
- Peter Blegvad – Gitarre, Bassgitarre, Saxofon, Klarinette, Perkussion, Mundharmonika, Gesang
- Dagmar Krause – Gesang, Piano, Perkussion, Mundharmonika

## Diskografie
Anmerkung: Die Jahresangaben beziehen sich auf die Veröffentlichung (nicht die Aufnahme).

### Alben
- 1972 Sort Of (LP, Polydor)
- 1974 Slapp Happy (auch bekannt als Casablanca Moon) (LP, Virgin Records)
- 1975 Desperate Straights (mit Henry Cow) (LP, Virgin Records)
- 1975 In Praise of Learning (mit Henry Cow) (LP, Virgin Records)
- 1980 Acnalbasac Noom (LP, Recommended Records)
- 1998 Ça Va (CD, V2 Records)
- 2000 Camera (als „Dagmar Krause, Anthony Moore und Peter Blegvad“) (CD, Blueprint Records)
- 2001 Live in Japan (CD, FMN Records)

### Singles
- 1972 Just a Conversation / Jumpin’ Jonah (Polydor)
- 1974 Casablanca Moon / Slow Moon’s Rose (Virgin Records)
- 1981 Alcohol (einseitig bespielte Single, Recommended Records)
- 1983 Everybody’s Slimmin’ (Even Men and Women) / Blue-Eyed William (Half-Cat Records)